# Phân lớp Cúc đá
Cúc đá là tên gọi chỉ một nhóm các loài động vật không xương sống biển trong phân lớp Ammonoidea thuộc lớp chân đầu. Các loài động vật thân mềm này có mối quan hệ gần gũi với các loài coleoid còn sống (như bạch tuộc, mực ống, và mực nang) hơn là các loài Nautiloidea có vỏ như loài còn sống là ốc anh vũ (Nautilus).
Cúc đá là những di chỉ hóa thạch có ý nghĩa quan trọng tồn tại trong các lớp đá có tuổi xác định trong bảng niên đại địa chất. Dựa vào việc nghiên cứu hóa thạch, phân lớp cúc đá từng có số lượng loài rất lớn (khoảng 10000 trong khoảng giữa đại Nguyên sinh đến đầu đại Trung sinh. Tuy nhiên, các loài cúc đá thuần chủng thật sự chỉ sống ở đại Trung sinh.

## Cấu tạo
Vì loài cúc đá đã hoàn toàn tuyệt chủng nên việc nghiên cứu hóa thạch của chúng chỉ cho thông tin chính xác về lớp vỏ. Đường kính thông thường từ vài cm đến 2-3 dm (kỉ lục đo được là 2m). Dựa vào vòng cuốn cuối cùng mà ta có thể chia cúc đá ra làm ba loại: Vòng cuối cắt hoàn toàn các vòng trước (vỏ không uốn) -Vòng cuốn cuối cắt một phần các vòng trước (vỏ uốn không hoàn toàn) -Hoặc không cắt (vỏ uốn).
Lớp vỏ của cúc đá có hai lớp: trong và ngoài.Nhìn từ phía ngoài, dễ dàng nhận thấy các đường vân dọc và vân ngang trải đều theo chiều xoắn của vỏ; các mấu hoặc tua gai hai bên cạnh. Bên trong, là hàng loạt các khoang, bố trí liên tiếp nhau, khoang cuối cùng là khoang lớn nhất, nơi cư ngụ của phần thân mềm (khoang ở). Về bản chất, các khoang trước đều từng là khoang ở, và được giữ lại khi con vật lớn lên và ở một khoang mới lớn hơn.
Khác với họ ốc anh vũ Nautiloida (các khoang có cấu tạo như kính mặt đồng hồ), các khoang của cúc đá chỉ là những đốt vòng bình thường, nối với nhau bằng các đường khớp. Mỗi đường là những khúc uốn tạo nên từ phần lồi hoặc lõm (có thể dạng răng cưa).
Chú ý: Phải phân biệt đường vân ngoài (có thể thấy bằng mắt thường) với đường khớp bên trong (chỉ nhìn thấy khi phần bên ngoài mất đi).
Đặc biệt, bộ phận quan trọng để phân biệt hóa thạch cúc đá với họ ốc anh vũ Nautiloida, là Siphon (xi-phông-khoang chứa cơ thể con vật- khác với khoang ở). Siphon của cúc đá ở ngoài và ở phần bụng, không cắt các khoang ở. Còn ở Nautiloida, siphon cắt và nối liền các khoang ở.

## Phân loại
Lớp Động vật chân đầu Cephalopoda
Phân lớp Cúc đá Ammonoidea
- -     - Liên họ †Desmocerataceae

  - Phân bộ †Lytoceratina
    - Liên họ †Tetragonitaceae
- Bộ †Ammonitida
  - Phân bộ †Ammonitina
  - Phân bộ †Ancyloceratina
  - Phân bộ †Phylloceratina
- Bộ †Ceratitida
- Bộ †Clymeniida
- Bộ †Goniatitida
- Bộ †Prolecanitida